# Мара, Секу
Секу́ Мара́ (фр. Sékou Mara; родился 30 июля 2002, Париж, Франция) — французский футболист, нападающий клуба «Страсбур».

## Футбольная карьера
Секу — уроженец Парижа, столицы Франции. Футболом начинал заниматься в академии «Пари Сен-Жермена». Побывал в команде «Булонь-Бийанкур», прежде чем перебрался в академию «Бордо». C сезона 2019/2020 — игрок второй команды Бордо. Дебютировал за неё 17 августа 2019 года в поединке против Авирон Байонне. В этом же матче забил свой первый гол в профессиональном футболе. Всего в дебютном чемпионате провёл 12 матчей и забил 5 мячей. Сезон 2020/2021 также начал игроком второй команды, однако после первых матчей был переведён в первую команду. Дебютировал за неё 10 февраля 2021 года в поединке Кубка Франции против Тулузы, выйдя на поле в стартовом составе и будучи заменённым на 65-й минуте. Бордо проиграл матч со счётом 0:2.
Дебют в Лиге 1 для Секу состоялся 27 февраля 2021 в поединке против «Метца», где Мара появился на поле на замену на 84-й минуте вместо Реми Удена. 2 мая 2021 года Секу Мара забил дебютный гол за «жирондинцев» в ворота «Ренна», который принёс команде победу со счётом 1:0. Всего в дебютном сезоне Секу сыграл 8 встреч и забил 1 мяч.
Также Секу Мара принимал участие в поединках юношеских сборных Франции до 16 и до 17 лет.

## Семья
Родившийся в Париже, Секу имеет французское и сенегальское происхождение. Мать футболиста, Одри Креспо-Мара, является известной французской телевизионной журналисткой. Отец футболиста — Алиу Мара — сенегальский предприниматель.